# Palapa E1
O Palapa E1 é um projeto de satélite de comunicação geoestacionário indonésio da série Palapa, que vai ser construído pela Orbital Sciences Corporation (OSC). Ele será operado pela Indosat. O satélite será baseado na plataforma Geostar-2 Bus e ainda não tem uma data prevista para ser lançado ao espaço.

## História
A PT Indosat Tbk selecionou, em maio de 2013, a empresa Orbital para construir e lançar o satélite Palapa-E. O Palapa-E substituirá o envelhecido satélite Palapa C2.